# جایزه بهترین کارگردانی (جشنواره لوکارنو)
جایزهٔ بهترین کارگردانی یکی از جوایز اهدایی در جشنوارهٔ لوکارنو است. این جایزه به بهترین کارگردانی در بخش مسابقهٔ بین‌الملل اهدا می‌شود.

## برندگان
| سال                       | عنوان                                              | عنوان اصلی                             | کارگردان          | کشور                        |
| ------------------------- | -------------------------------------------------- | -------------------------------------- | ----------------- | --------------------------- |
| ۱۹۴۶                      | سپس هیچ‌کدام باقی نماندند                           | And Then There Were None               | رنه کلر           | ایالات متحدهٔ آمریکا         |
| ۱۹۴۷                      | Man About Town                                     | Le Silence est d'or                    | رنه کلر           | فرانسه                      |
| ۱۹۴۸                      | دژ آپاچی (جایزهٔ نخست)                              | Fort Apache                            | جان فورد          | ایالات متحدهٔ آمریکا         |
| ۱۹۴۸                      | آلمان، سال صفر (جایزهٔ دوم)                         | Germania anno zero                     | روبرتو روسلینی    | ایتالیا                     |
| ۱۹۴۹                      | آسمان زرد                                          | Yellow Sky                             | ویلیام ولمن       | ایالات متحدهٔ آمریکا         |
| ۱۹۵۰–۱۹۵۷: جایزه اهدا نشد |                                                    |                                        |                   |                             |
| ۱۹۵۸                      | سرژ خوش‌تیپ                                         | Le Beau Serge                          | کلود شابرول       | فرانسه                      |
| ۱۹۵۹                      | بوسه قاتل                                          | Killer's Kiss                          | استنلی کوبریک     | ایالات متحدهٔ آمریکا         |
| ۱۹۶۰                      | میراث                                              | Foma Gordeev                           | مارک دانسکوی      | شوروی                       |
| ۱۹۶۱–۲۰۰۵: جایزه اهدا نشد |                                                    |                                        |                   |                             |
| ۲۰۰۶                      | Le Dernier des fous (The Last of the Crazy People) |                                        | لورن آشار         | فرانسه / بلژیک              |
| ۲۰۰۷                      | ناخدا اهب                                          | Capitaine Achab                        | فیلیپ راموس       | فرانسه                      |
| ۲۰۰۸                      | All That She Wants                                 | Elle veut le chaos                     | دنی کوت           | کانادا                      |
| ۲۰۰۹                      | تنبور، طبل                                         | Buben, baraban                         | الکسی میزگیریوف   | روسیه                       |
| ۲۰۱۰                      | تاب‌دادن                                            | Curling                                | دنی کوت           | کانادا                      |
| ۲۰۱۱                      | بهترین اغراض                                       | Din dragoste cu cele mai bune intentii | آدرین سیتارو      | رومانی                      |
| ۲۰۱۲                      | وقتی شب از راه می‌رسد                               | Wo hai you hua yao shou                | لیانگ یینگ        | چین / کره جنوبی             |
| ۲۰۱۳                      | سانهی ما                                           | Uri Seonhui                            | هونگ سانگ سو      | کره جنوبی                   |
| ۲۰۱۴                      | اسب پول                                            | Cavalo Dinheiro                        | پدرو کوستا        | پرتغال                      |
| ۲۰۱۵                      | کیهان                                              | Cosmos                                 | آندژی ژووافسکی    | فرانسه / پرتغال             |
| ۲۰۱۶                      | پرنده‌شناس                                          | O Ornitólogo                           | ژووا پدرو رودریگس | پرتغال / فرانسه / برزیل     |
| ۲۰۱۷                      | ۹ انگشتی                                           | 9 Doigts                               | اف.جی. اوسانگ     | فرانسه / پرتغال             |
| ۲۰۱۸                      | برای جوانمرگی خیلی دیر است                         | Tarde para morir joven                 | دومینگا سوتومایور | شیلی                        |
| ۲۰۱۹                      | فرزندان ایزادورا                                   | Les Enfants d'Isadora                  | دامین مانیول      | فرانسه/کره جنوبی            |
| ۲۰۲۱                      | صفرها و یک ها                                      | Zeros and Ones                         | ایبل فرارا        | ایالات متحده آمریکا/ایتالیا |